# Школа за основно образовање одраслих „Ђуро Салај”
Школа за основно образовање одраслих „Ђуро Салај” једна је од основних школа у Београду. Налази се у улици Војводе Миленка 33 у општини Савски венац.

## Опште информације
Школа „Ђуро Салај” образује одрасле основне, а највећи њих је ромског порекла. Настава је организована у издвојеним одељењима на теренима. За свој рад на програму основног образовања добила је бројне награде. Школа је добитник награде „Мајски цвет” (два пута) и  Награде Републичког акционог одбора за основно образовање одраслих „Златно слово”.
Током школске 2017/2018. године, школу је похађало око 533 ученика. Школа се бави образовањем старијих од 15 година, а полазници су углавном социјално угрожени људи, без основног образовања или са делимично завршеном основном школом. Полазници школу завршавају за три године у три циклуса, први обухвата период од прог до четвртог разреда, други пети и шести разред, а трећи циклус обухвата седми и осми разред.
Носи име по Ђури Салају, друштвено-политичком раднику, председнику Централног одбора Јединствених синдиката Југославије и јунаку социјалистичког рада.

## Историјат
Школа је основана 1954. године  оквиру Центра за опште образовање РУ „Ђуро Салај”, јединствене радне организације. У почетку су полазници били од петог до осмог разреда, док је за ниже разреде било мало интересовања. Рад у школи организован је као редовни курс, а након одслушаних предавања из појединик предмета полагали су се испити. Југословенски завод за проучавање наставних и просветних питања је организовао план и програм школе, а од 1965. године радило се по новом плану и програму за основно образовање одраслих, по коме се два разреда завршавају за једну наставну годину.
Полазници школе су са целе територије Београда као и из оних места у Србији где радне организације из Београда имају своје огранке (ГП ”Ратко Митровић” у Чачку, и Јелен Долу, ЖТП у Лапову и др). Настава се углавном, одвијала по радним организацијама, основним школама, месним заједницама, јер школа није имала своје зграде све до припајања Девете школе за основно образовање 1971. године. Године 1990. Школа за основно образовање одраслих РУ „Ђуро Салај” се издвојила у РУ „Ђуро Салај” у самосталну установу и од тада ради као Школа за основно образовање одраслих „Ђуро Салај”.
Године 1990. Школа за основно образовање одраслих РУ „Ђуро Салај” се издвојила у РУ „Ђуро Салај” у самосталну установу и од тада ради као Школа за основно образовање одраслих „Ђуро Салај”. Овој школи припојене су: Школа за основно образовање одраслих НУ „Веселин Маслеша” 1980. године, Школа за основно образовање одраслих „Вождовац”, 1991. године, Школа за основно образовање одраслих НУ „Владимир Дујић” са Чукарице, 1992. године, Школа за основно образовање одраслих ДК „Вук Караџић” са Звездаре 1995. године, тако да данас ова школа ради као матична у улици Војводе Миленка 33, као и на седам градских и приградских општина у граду Београду (Барајево, Лазаревац, Нови Београд, Савски Венац, Сурчин, Раковица и Чукарица).